# Trí Bảo
Trí Bảo (zm. 1190) – wietnamski mistrz thiền ze szkoły vô ngôn thông.

## Życiorys
Pochodził z Ô Diên w Vĩnh Khang. Jego nazwiskiem było Nguyễn. Był wujkiem Tô Hiếna Thànha - głównodowodzącego wojskiem za panowania Lý Anha Tônga.
Porzucił światowe życie i wstąpił do zakonu buddyjskiego. Prowadził bardzo ascetyczny tryb życia. Po jakimś czasie poświęcił się medytacji i po sześciu latach praktyki osiągnął oświecenie. Opuścił wtedy góry i poświęcił się czynieniu dobra: naprawiał mosty i drogi, budynki i stupy i zależnie od warunków, zachęcał wszystkich do praktykowania Dharmy. Nigdy nie działał dla własnych korzyści.
Pewien mnich spytał go: "Skąd przychodzą narodziny i gdzie udaje się śmierć?" Trí Bảo zatopił się w myślach. Mnich powiedział: "W czasie, gdy ty dumałeś, te białe chmury podróżowały przez dziesięć tysięcy mil." Trí Bảo nie mógł niczego powiedzieć. Mnich powiedział krytykująco: "To jest dobra świątynia bez Buddy." Trí Bảo postanowił poszukać nauczyciela i gdy usłyszał o mistrzu Đạo Huệ udał się do niego na górę Tiên Du.
Trí Bảo spytał Đạo Huệ: "Skąd przychodzą narodziny i gdzie udaje się śmierć?" Đạo Huệ powiedział: "Narodziny przychodzą znikąd i śmierć idzie donikąd." Trí Bảo powiedział: "Czy to oznacza wpadanie w unicestwienie?" Đạo Huệ powiedział: "Prawdziwa natura jest subtelna i doskonała, jest wrodzenie pusta i spokojna, porusza się i działa swobodnie, i nie jest tym samym, co narodziny i śmierć. Zatem narodziny przychodzą znikąd i śmierć idzie donikąd." Po tych słowach Trí Bảo został oświecony i powiedział: "Gdyby nie wiatr, który rozwiewa wszystkie przepływające chmury, jak ktoś mógłby widzieć dziesięć tysięcy jesieni na błękitnym niebie?" Đạo Huệ powiedział: "Co zobaczyłeś?" Trí Bảo powiedział: "Możesz znać wszystkich ludzi na świecie, ale jak wielu z nich jest twoimi najbliższymi przyjaciółmi?" Pokłonił się na pożegnanie mistrzowi Đạo Huệ i powrócił w góry.
Potem wędrował i wygłaszał kazania dla mnichów i ludzi świeckich. Miał również swoich uczniów w świątyni Thanh Tước na górze Du Hí w wiosce Cát Lợi Hi.
Czternastego dnia czwartego miesiąca w piątym roku okresu Thiên Tư Gia Thụi, czyli w 1190 r., Trí Bảo poczuł się chory i zmarł. Jego uczniowie skremowali ciało, a w wybudowanej stupie przed świątynią umieścili relikwie.

## Linia przekazu Dharmy zen
Pierwsza liczba oznacza liczbę pokoleń mistrzów od 1 Patriarchy indyjskiego Mahakaśjapy.
Druga liczba oznacza liczbę pokoleń od 28/1 Bodhidharmy, 28 Patriarchy Indii i 1 Patriarchy Chin.
Trzecia liczba oznacza początek nowej linii przekazu w danym kraju.
- 33/6. Huineng (638-713)
  - 34/7. Nanyue Huairang (677-744) szkoła hongzhou
    - 35/8. Mazu Daoyi (707-788)

  - 36/9. Baizhang Huaihai (720-814)
    - 37/10/1. Vô Ngôn Thông (759-826) Wietnam - szkoła vô ngôn thông
      - 38/11/2. Cảm Thành (zm. 860)
        - 39/12/3. Thiện Hội (zm. 900)
          - 40/13/4. Vân Phong (zm. 956)
            - 41/14/5. Khuông Việt (933-1011)
              - 42/15/6. Đa Bảo (zm. po 1028)
                - 43/16/7. Định Hương (zm. 1051)
                  - 44/17/8. Viên Chiếu (999-1090)
                    - 45/18/9. Thông Biện (zm. 1134)
                      - 46/19/10. Biện Tâi (bd)
                      - 46/19/10. Đạo Huệ (zm. 1173)
                        - 47/20/11. Tịnh Lực (1112–1175)
                        - 47/20/11. Trí Bảo (zm. 1190)
                        - 47/20/11. Trường Nguyên (1110–1165)
                        - 47/20/11. Minh Trí (zm. 1196)
                          - 48/21/12. Quảng Nghiêm (1122–1190
                            - 49/22/13. Thường Chiếu (zm. 1203)
                              - 50/23/14. Thông Thiền (zm. 1228) laik
                                - 51/24/15. Tức Lự (bd)
                                  - 52/25/16. Ứng Vương (bd) laik

                              - 50/23/14. Thần Nghi (zm. 1216)
                                - 51/24/15.. Ẩn Không (bd)

                        - 47/20/11. Tín Học (zm. 1190)
                        - 47/20/11. Tịnh Không (1091–1170)
                        - 47/20/11. Dại Xả (1120–1180)

                  - 44/17/8. Cứu Chỉ
                  - 44/17/8. Bảo Tính (zm. 1034)
                  - 44/17/8. Minh Tâm (zm. 1034)

                - 43/16/7. Thiền Lão
                  - 44/17/8. Quảng Trí
                    - 45/18/9. Mãn Giác (1052–1096)
                      - 46/19/10. Bổn Tịnh (1100–1176)

                    - 45/18/9. Ngộ Ấn (1020–1088)